# Il quinto set
Il quinto set (Cinquième set) è un film del 2021 diretto da Quentin Reynaud.

## Trama
Thomas è un uomo di 37 anni conosciuto per essere stato un prodigio del tennis quando era giovane ma che non ha mai avuto la carriera sperata. Nonostante la sua forma fisica non glielo permetta decide di partecipare agli Open di Francia, dove è costretto a partire dalle qualificazioni.
La moglie, ex tennista di club che si sta formando per avviarsi in una nuova professione, vorrebbe avere più aiuto del marito nell'allevamento del piccolo figlio, specialmente ora che lui finisce le stagioni con bilanci al passivo e che, se guadagna qualcosa ultimamente lo deve solo all'aiuto della madre, che lo chiama a fare lezioni di tennis nel suo club.
Thomas, stimolato dal successo dell'emergente Damien Thosso, giovanissima promessa del tennis francese nella quale forse un po' si rivede, è convinto di poter tornare a dire la sua nel torneo più importante dell'anno.
Con sorpresa di tutti, va avanti nelle qualificazioni dell'Open di Francia, fino a superare il terzo turno, che permette l'ingresso nel tabellone principale. Questo significa, comunque, aver finalmente guadagnato qualcosa, ma soprattutto dimostra che Edison è ancora un giocatore di grande livello. Tornano ad accorgersi di lui anche gli sponsor e questo significa prendere impegni per tornei all'estero ed eventuali appuntamenti per l'anno seguente.
Questa cosa non è accettata dalla moglie Eve che lo lascia, capendo che i suoi piani stanno andando in fumo, con il marito che sta alimentando, forse invano, nuovi sogni di gloria. 
Per Thomas non esiste altro che l'incontro del primo turno, nel quale il sorteggio ha previsto che incontri la giovane promessa del tennis francese, Thosso. Le difficoltà sono enormi e la partita, al meglio dei cinque set, dopo alterne fortune, arriva al quinto set, dove Edison si porta fino al punto decisivo sul suo servizio.

## Distribuzione
Il film è stato distribuito sulla piattaforma Netflix a partire dal 27 agosto 2021.